# موشک سایوز۲
موشک سایوز۲ (به روسی: Союз-۲، لیت. 'Union-2c') (شاخص GRAU 14A14) و (انگلیسی: Soyuz-2) نسخهٔ مدرن شدهٔ موشک سایوز اتحاد شوروی است. در شکل اولیه خود، یک وسیله پرتاب سه مرحله‌ای برای قرار دادن محموله‌ها در مدار نزدیک زمین است. در مقایسه با نسخه‌های قبلی سایوز، تقویت کننده‌های مرحله اول و دو مرحله اصلی دارای موتورهای ارتقا یافته با سیستم‌های تزریقی بهبود یافته هستند. سیستم‌های کنترل پرواز دیجیتال و تله متری به موشک امکان می‌دهد تا از یک سکوی پرتاب ثابت پرتاب شود، در حالی که سکوهای پرتاب راکت‌های پیشین سایوز باید چرخانده می‌شدند زیرا موشک نمی‌توانست برای تغییر جهت خود در پرواز عمل کند.
سایوز-۲ اغلب با داشتن یک مرحله در قسمت بالایی خود پرواز می‌کند که به آن امکان می‌دهد محموله‌ها را به مدارهای بالاتر، مانند مدارهای مولنیا و زمین‌آهنگ حمل کند. مرحلهٔ بالایی مجهز به سیستم‌های کنترل پرواز و تله متری مستقل از آنهایی است که در بقیه موشک‌ها استفاده می‌شود. فرگات ساخت NPO لاوچکین رایج‌ترین مرحلهٔ فوقانی است.
راکت‌های سایوز-۲ ابتدا از سایت ۳۱ در پایگاه فضایی بایکونور و سایت ۴۳ در پایگاه فضایی پلستسک، تأسیسات پرتابی که با راکت‌های مشتق شدهٔ قبلی R-7 از جمله سایوز-یو و مولنیا مشترک بود، پرتاب شدند. پروازهای تجاری سایوز-۲ توسط استارسم منعقد شده و از سایت ۳۱ در بایکونور Cosmodrome و  سکوی پرتاب ئی‌ال‌اس (ELS) که در مرکز فضایی Guyanais در ساحل شمالی آمریکای جنوبی ساخته شده‌است، راه اندازی شده‌اند. سایوز-۲ نسخه ST-B می‌تواند ۳۲۵۰ کیلوگرم (۷۱۷۰ پوند) را از این سایت استوایی به مدار انتقال زمین ثابت (GTO) برساند. در سال ۲۰۱۶، فضانوردی جدید Vostochny پروازهای سایوز-۲ را نیز از اولین سکوی پرتاب خود به نام Vostochny Cosmodrome Site 1S آغاز کرد.
Soyuz-2 به ترتیب از سال ۲۰۱۰، ۲۰۱۷ و ۲۰۱۹ جایگزین Molniya-M، Soyuz-U و Soyuz-FG شده‌است. TsSKB-Progress تولید Soyuz-U را در آوریل ۲۰۱۵ متوقف کرد. آخرین پرواز یک موشک سایوز-یو در ۲۲ فوریه ۲۰۱۷ انجام شد که پروگرس MS-05 را به ایستگاه فضایی بین‌المللی (ISS) حمل کرد. طبق گفته مقامات CNES که در می ۲۰۱۸ با آنها مصاحبه شد، پرتاب سایوز از مرکز فضایی گویان ممکن است با نسخه متوسط A62 Ariane 6 در سال ۲۰۲۱ جایگزین شود، اما بعداً به سال ۲۰۲۲ یا بعدتر منتقل شد.

## انواع
خانواده سایوز-۲ شامل 2.1a، 2.1b و 2.1v است. دو نوع اول تغییراتی در پرتابگر Soyuz-U هستند. دومی یک نسخه "سبک" بدون تقویت کننده‌های جانبی است. زمانی که سایوز-۲ از سایت مرکز فضایی گویان پرتاب می‌شود، همیشه با فیرینگ نوع ST جفت می‌شود. این نسخه "Soyuz-ST" یا "Soyuz-STK" نامیده می‌شود که "K" اضافی نشان دهنده اقدامات ویژه ای است که برای آماده‌سازی و پرتاب موشک در شرایط گرم و مرطوب انجام شده‌است.

### سایوز2.1a
نسخه 2.1a شامل تبدیل از سیستم کنترل پرواز آنالوگ به دیجیتال و موتورهای ارتقا یافته روی بوستر و مرحله اول با سیستم‌های تزریق بهبودیافته است. سیستم‌های کنترل دیجیتال و تله متری دیجیتال جدید به موشک اجازه می‌دهد تا از یک سکوی پرتاب ثابت به جای زاویه دار پرتاب کند و جهت خود را در پرواز تنظیم کند. یک سیستم کنترل دیجیتال همچنین پرتاب ماهواره‌های تجاری بزرگ‌تر با payload fairingهای گسترده‌تر و طولانی‌تر مانند فیرینگ نوع ST را ممکن می‌سازد. این فیرینگ‌ها ناپایداری آیرودینامیکی زیادی را برای سیستم آنالوگ قدیمی ایجاد می‌کنند. این مرحله همچنان از موتور RD-0110 استفاده می‌کند. نسخه 2.1a/ST گاهی "Soyuz ST-A" نامیده می‌شود. اولین پرتاب، از گویان، (۱۷ دسامبر ۲۰۱۱ برای Pléiades-HR 1A, SSOT, ELISA (4 ماهواره)) موفقیت‌آمیز بود

### سایوز2.1b
نسخه 2.1a شامل تبدیل از سیستم کنترل پرواز آنالوگ به دیجیتال و موتورهای ارتقا یافته روی بوستر و مرحله اول با سیستم‌های تزریق بهبودیافته است. سیستم‌های کنترل دیجیتال و تله متری دیجیتال جدید به موشک اجازه می‌دهد تا از یک سکوی پرتاب ثابت به جای زاویه دار پرتاب کند و جهت خود را در پرواز تنظیم کند. یک سیستم کنترل دیجیتال همچنین پرتاب ماهواره‌های تجاری بزرگتر را با فیرینگ‌های گسترده‌تر و طولانی‌تر مانند فیرینگ نوع ST امکان‌پذیر می‌کند. این فیرینگ‌ها ناپایداری آیرودینامیکی زیادی را برای سیستم آنالوگ قدیمی ایجاد می‌کنند. این مرحله همچنان از موتور RD-0110 استفاده می‌کند. نسخه 2.1a/ST گاهی Soyuz ST-A نامیده می‌شود. اولین پرتاب، از گویان، (۱۷ دسامبر ۲۰۱۱ برای Pléiades-HR 1A, SSOT, ELISA (4 ماهواره)) موفقیت‌آمیز بود.
سایوز-2.1b
نسخه 2.1b یک موتور ارتقا یافته (RD-0124) را اضافه می‌کند که ضربه ویژه مرحله بالایی را به شدت افزایش می‌دهد (۳۲۶ ثانیه به ۳۵۹ ثانیه)، و از این رو قابلیت بارگیری را از ۷ تن به ۸٫۲ تن بهبود می‌بخشد. اولین پرتاب از سایت فضایی پلستسک ۴۳ در ۲۶ ژوئیه ۲۰۰۸ با محموله نظامی طبقه‌بندی شده انجام شد. نسخه 2.1b/ST گاهی سایوز ST-B نامیده می‌شود. اولین پرتاب، از مرکز فضایی گویان، موفقیت‌آمیز بود (۲۱ اکتبر ۲۰۱۱)، برای دو ماهواره اول Galileo IOV.
نسخه 2.1a شامل تبدیل از سیستم کنترل پرواز آنالوگ به دیجیتال و موتورهای ارتقا یافته روی بوستر و مرحله اول با سیستم‌های تزریق بهبودیافته است. سیستم‌های کنترل دیجیتال و تله متری دیجیتال جدید به موشک اجازه می‌دهد تا از یک سکوی پرتاب ثابت به جای زاویه دار پرتاب کند و جهت خود را در پرواز تنظیم کند. یک سیستم کنترل دیجیتال همچنین پرتاب ماهواره‌های تجاری بزرگتر را با فیرینگ‌های گسترده‌تر و طولانی‌تر مانند فیرینگ نوع ST امکان‌پذیر می‌کند. این فیرینگ‌ها ناپایداری آیرودینامیکی زیادی را برای سیستم آنالوگ قدیمی ایجاد می‌کنند. این مرحله همچنان از موتور RD-0110 استفاده می‌کند. نسخه 2.1a/ST گاهی Soyuz ST-A نامیده می‌شود. اولین پرتاب، از گویان، (۱۷ دسامبر ۲۰۱۱ برای Pléiades-HR 1A, SSOT, ELISA (4 ماهواره)) موفقیت‌آمیز بود.
سایوز-2.1b
نسخه 2.1b یک موتور ارتقا یافته (RD-0124) را اضافه می‌کند که ضربه ویژه مرحله بالایی را به شدت افزایش می‌دهد (۳۲۶ ثانیه به ۳۵۹ ثانیه)، و از این رو قابلیت بارگیری را از ۷ تن به ۸٫۲ تن بهبود می‌بخشد. اولین پرتاب از سایت فضایی پلستسک ۴۳ در ۲۶ ژوئیه ۲۰۰۸ با محموله نظامی طبقه‌بندی شده انجام شد.[۱۶] نسخه 2.1b/ST گاهی سایوز ST-B نامیده می‌شود. اولین پرتاب، از مرکز فضایی گویان، موفقیت‌آمیز بود (۲۱ اکتبر ۲۰۱۱)، برای دو ماهواره اول Galileo IOV.
Soyuz-2.1v
نوشتار اصلی: Soyuz-2.1v
اولین وسیله نقلیه پروازی نسخه ۲٫۱ ولت در سال ۲۰۰۹ به پایان رسید. این یک نسخه «سبک» از سایوز-۲ بدون تقویت کننده‌های جانبی است (بلوک‌های B, V، G و D [توضیحات لازم]). موتور بلوک A با موتور قدرتمندتر NK-33-1 جایگزین شد که در سال ۲۰۰۹ قرار بود در نهایت با RD-193 جایگزین شود. مدار زمین.
تغییرات برای سایت‌های راه اندازی مختلف
اطلاعات بیشتر: سایوز در مرکز فضایی گویان
نسخه‌های Soyuz-2.1a/1b که از فضاپیمای Vostochny و Center Spatial Guyanais راه‌اندازی شده‌اند، دارای یک سری تغییرات در واحدهای انبار هستند. برخی از این موارد ممکن است بعداً در تمام سایوز-۲ اجرا شوند، در حالی که برخی از آنها الزامات خاصی برای طراحی بندر فضایی هستند.
تغییرات برای نسخه Center Spatial Guyanais (CSG) شامل موارد زیر است:
اولین استفاده از یک برج خدمات سیار در ELS که یکپارچه سازی بار عمودی را فعال کرد.[۷]
آداپتورهای بار بار عرضه شده اروپایی.[۷]
اروپا KSE (به فرانسوی: Kit de Sauvegarde Européenne, lit.'European Safeguard Kit) را ارائه کرد، سیستمی برای مکان‌یابی و ارسال سیگنال خاتمه پرواز.[۷] فرمان خاموش کردن موتور را فعال می‌کند و وسیله نقلیه را در یک مسیر بالستیک رها می‌کند.[۱۸]
انطباق سیستم تله متری S-Band در تمام مراحل از ۵ باند TM موجود در Baikonur و Plesetsk تا ۳ باند مجاز در محدوده CSG.[7]
انطباق کدگذاری و فرکانس تله متری S-Band با استاندارد IRIG مورد استفاده در CSG.[7]
انطباق سیستم تصفیه اکسیژن برای هدایت به خارج از دروازه سیار.[۷]
سازگاری با آب و هوای گرمسیری CSG از جمله تطبیق سیستم تهویه مطبوع با مشخصات محلی و اقدامات حفاظتی برای جلوگیری از یخ زدگی.[۷] تمام حفره‌ها و حفره‌ها مورد مطالعه قرار گرفتند و تأیید شدند که به اندازه کافی در برابر نفوذ حشرات و جوندگان محافظت می‌شوند.[۱۸]
چهار تقویت کننده و مرحله اصلی با دستگاه‌های آتش‌سوزی برای شکستن مخازن سوخت به روز شدند تا اطمینان حاصل شود که آنها در اقیانوس غرق می‌شوند. مراحل دیگر نشان داده شد که یکپارچگی ساختاری خود را در اثر ضربه از دست می‌دهند و بنابراین ثابت شده‌است که فرومی‌روند.[۱۸]
حداقل در ابتدا، تقویت‌کننده‌ها و مرحله هسته از 14D22 (RD-107A) و 14D23 (RD-108A) مشتعل شده با آتش‌سوزی به جای 14D22KhZ و 14D23KhZ مشتعل شده در بقیه سایوز-۲ استفاده می‌کنند.
تغییرات برای نسخه Vostochny Cosmodrome